# LBX1
LBX1‏ (Ladybird homeobox 1) هوَ بروتين يُشَفر بواسطة جين LBX1 في الإنسان.